# Епископ зворничко-тузлански Григорије
Григорије (световно Никола Живковић, Меминска (Банија), 25. новембар/6. децембар 1839 — Осијек, 24. април /7. мај 1909) је био епископ Српске православне цркве.

## Световни живот
Митрополит Григорије (у свету Никола) рођен је у селу Меминској, Срез костајнички, од оца Григорија, свршеног богослова и потоњег свештеника, и мајке Јелице, 6. децембра 1839. године. Основну школу учио је у Дубици, а гимназију у Петрињи и Загребу, где не беше бољег математичара од њега, а Богословију у Сремским Карловцима.
Пре ступања у чин био је извесно време учитељ у Црквеном Боку. Рукоположен је у чин ђакона 8. септембра 1861, а у чин презвитера 26. октобра исте године од митрополита Петра (Јовановића) и постављен за капелана своме оцу у Дубици, а потом у Црквеном Боку. Две године потом, 1863, постављен је за катихету у Раковцу крај Карловца. Професорски испит полагао је у Бечу за предавача српског и немачког језика. Испитивач за српски или хрватски језик био му је учени слависта Фрања Миклошић. Скоро тридесет година је Никола Живковић провео у поменутој гимназији, а у исто време био је члан конзисторије и један од првих сарадника епископа горњокарловачких Лукијана и Теофана. Епископ Теофан га је и одликовао чином протопрезвитера.

## Монашки живот
Пошто је умировљен 1893. године, на Теодорову суботу исте године прима монашки чин, узима очево име Григорије и као патријаршки протосинђел прима управу манастира Гомирја.
На позив митрополита дабробосанског Георгија прелази 1. јануара 1897. у Сарајево за члана конзисторије и бива произведен у чин архимандрита. Исте године постао је митрополит зворничко-тузлански и посвећен је 27. јула 1897.
Као митрополит, узео је учешћа у стварању Уредбе црквено-просветне управе српских православних епархија у аустроугарској провинцији Босни и Херцеговини „која је тамо законом постала, а том је Уредбом православним Србима у Босни и Херцеговини дата могућност да концентришу своју снагу и за друге народне потребе“. Будући дугогодишњим црквено-просветним радником, митрополит Григорије је написао „Историју хришћанске цркве“ и „Литургику“ (књиге су доживеле два издања), које су као уџбеници коришћене у гимназијама у Раковцу, Новом Саду и Сремским Карловцима, а такође и у српским православним учитељским школама. Напослетку, приредио је и објавио „Збирку наредаба митрополијске управе српске православне епархије Зворничко-тузланске“.
Иако је у Тузлу дошао за митрополита у време када се у Босни и Херцеговини водила борба за црквено-просветну аутономију, митрополит Григорије се у овој ситуацији одлично поставио. Додуше, у настојањима имао је доста разочарења. По своме пожртвованом раду, митрополит Григорије спада у ред најбољих митрополита зворничко-тузланских.
Умро је 24. априла /7. маја 1909. у Меминској, а сахрањен је на Дубовачком гробљу у Карловцу.